# 李忠祥
李忠祥（1903年—1998年），山東沂水人，退伍後在臺灣臺東縣臺東市開設餃子館，列為蔣經國「十一位民間友人」之一。

## 生平紀事
李忠祥生於1903年，山東沂水人，曾參加徐州會戰，至臺灣後先駐守澎湖，1952年以補給上士身分退役。
退伍當年11月，李忠祥帶退役金至台北，但很快就花完，後在一家山東菜餐廳遇到任職台東軍友社主任的老鄉武傳綸，交談發現他們都認識同鄉的李學文，也在台北。他們又透過這層關係，結識了一位剛退役下來的老鄉孫德彥。因李忠祥、李學文、孫德彥都這三位四、五十幾歲的單身漢都找不到工作，就由武傳綸建議一起到臺東市開設山東餃子館。三人先在文化街開設小攤子，取名「小蓬萊餃子館」。每天凌晨兩點起床磨豆漿、做燒餅、炸油條，往往要忙到晚上八點鐘才打烊休息，約三年後營收起色。
1960年10月6日，李忠祥與餃子館旁邊飯店打雜、小他二十幾歲的宜蘭張姓女子結婚，生兩男一女。合夥人李學文、孫德彥也分別娶妻生子。一位鄉長見他們三人合作無間、事業有成，就贈送一個匾讚揚他們同心協力。
1973年，餃子館從文化街搬到中山路328號，改名為「同心居」。該地為國民黨政府遷臺時接收，轉作公家機關宿舍，但住戶再自己私租出去。因店面緊鄰市中心的中山市場，生意非常好，讓李忠祥得以買下新生路408巷的土地，蓋起兩層樓的水泥建築作自己住宅，與老鄉兩人成了股東，雇用了十名麵點師傅、三名店面招待小姐。
同心居最大的特色是師傳夥計全部錄用退役軍人或退役軍人眷屬。1974年2月16日，時任行政院長的蔣經國在政務委員周書楷、縣長黃鏡峰的陪同下巡視臺東，中午在此進餐，並連連稱讚水餃及鍋貼風味甚佳。李忠祥回憶當天是警方先通知，蔣院長還去廚房參觀，一一與店裡的夥伴握手。次月22日，蔣經國在臺灣大學僑光堂演講時，提到上周在同心居吃午餐，稱讚這些山東老兵退役後合力立業，將來亦必可共同打回山東。之後1975到1980年蔣經國年年光臨同心居，如1977年6月4日來訪時還特地詢問紅標米酒是否與公賣局同價錢，1980年他與李忠祥握手的照片掛在餐廳玄關處。
1982年1月20日，李忠祥向蔣經國拜早年時，民間好友年紀最長的他被安排坐在最靠近蔣總統的上座。該年，以台灣地理中心碑為背景、穿便衣的蔣經國為中心，由李忠祥、楊煦、蕭獻澤、張讚盛、羅文堂、戴榮光、呂酒瓶、龔新通、黃斌璋、黃文彥、林寅這「十一位民間友人」圍繞在旁的浮雕設立在青年公園。
1988年1月13日蔣經國過世時，李忠祥哭說蔣總統教了他勤儉致富的道理。
李忠祥1998年過世後，縣府轉而積極要回這同心居所在的公有地。2002年3月6日半夜，同心居遭到大火，全毀。